# Parafroneta westlandica
Parafroneta westlandica är en spindelart som beskrevs av A. David Blest och Vink 2002. Parafroneta westlandica ingår i släktet Parafroneta och familjen täckvävarspindlar. Inga underarter finns listade i Catalogue of Life.